# Hans Fallada

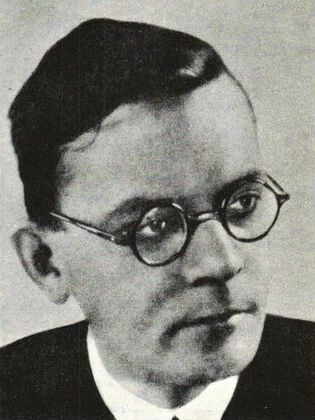
Hans Fallada (vor 1936)

Hans Fallada (* 21. Juli 1893 in Greifswald als Rudolf Wilhelm Friedrich Ditzen; † 5. Februar 1947 in Berlin) war ein deutscher Schriftsteller.
Mit Erscheinen seines ersten Romans Der junge Goedeschal (1920) verwendete Rudolf Ditzen als Buchautor erstmals das Pseudonym Hans Fallada. 1931 wandte sich der Schriftsteller mit Bauern, Bonzen und Bomben gesellschaftskritischen Themen zu. Fortan prägten ein objektiv-nüchterner Stil, anschauliche Milieustudien und eine überzeugende Charakterzeichnung seine Romane. Sein erstmals 1932 veröffentlichter Roman Kleiner Mann – was nun? wurde ein Welterfolg, ebenso seine späteren Romane: Wolf unter Wölfen, Jeder stirbt für sich allein und der postum erschienene Roman Der Trinker. In der Literaturgeschichte werden Hans Falladas Romane der Neuen Sachlichkeit zugerechnet.

## Leben und Werk

### Kindheit, Schulzeit und Lehre
Hans Fallada wurde 1893 in Greifswald als drittes Kind des Richters Wilhelm Ditzen und dessen Frau Elisabeth geboren. Zur Familie gehörten außerdem zwei ältere Schwestern und ein jüngerer Bruder. 1899 wurde der Vater Kammergerichtsrat; die Familie zog daraufhin zunächst nach Berlin und 1909 nach der Ernennung Wilhelm Ditzens zum Reichsgerichtsrat nach Leipzig.
Von 1901 bis 1906 besuchte Fallada das Prinz-Heinrichs-Gymnasium in Berlin-Schöneberg und anschließend das Bismarck-Gymnasium in Berlin-Wilmersdorf. Er litt unter dem Verhältnis zum Vater, der für seinen Sohn eine Juristenlaufbahn vorgesehen hatte und ihm nicht die nötige Anerkennung zollte. Wie schon in Berlin galt er auch in Leipzig, wo er bis 1911 Schüler des Königin-Carola-Gymnasiums war, als Außenseiter. Er zog sich immer mehr in sich selbst zurück und fand auch während seiner kurzzeitigen Mitgliedschaft in der Wandervogelbewegung kaum Kontakt zu Gleichaltrigen.
Weil sich bei Fallada „suizidale Tendenzen“ bemerkbar gemacht hatten, schickten ihn seine Eltern im Frühjahr 1911 zunächst für acht Wochen nach Bad Berka in das Sanatorium Schloss Harth, das er in seinen Briefen „Satanorium“ nannte. Danach gaben sie ihn bei einem Rudolstädter Superintendenten in Pension. Nach dem Besuch der Salzmannschule Schnepfenthal im thüringischen Waltershausen wurde er im Sommer 1911 Schüler am Gymnasium Fridericianum Rudolstadt.
Mit seinem Freund und Mitschüler Hanns Dietrich von Necker beschloss er am 17. Oktober 1911, gemeinschaftlich Suizid zu begehen. Das wechselseitige Töten sollte in Form eines Scheinduells erfolgen. Bei dem Schusswechsel starb von Necker; Fallada überlebte schwerverletzt. Er wurde wegen Totschlags angeklagt und war von Februar 1912 bis Juli 1913 Patient in der Pflegestätte für Psychiatrie und Neurologie Tannenfeld. Wegen Schuldunfähigkeit wurde die Anklage fallengelassen. Fallada verließ das Gymnasium ohne Abschluss. Danach absolvierte er eine Lehre als Landwirtschaftseleve im thüringischen Posterstein.

### Frühe Jahre und Heirat

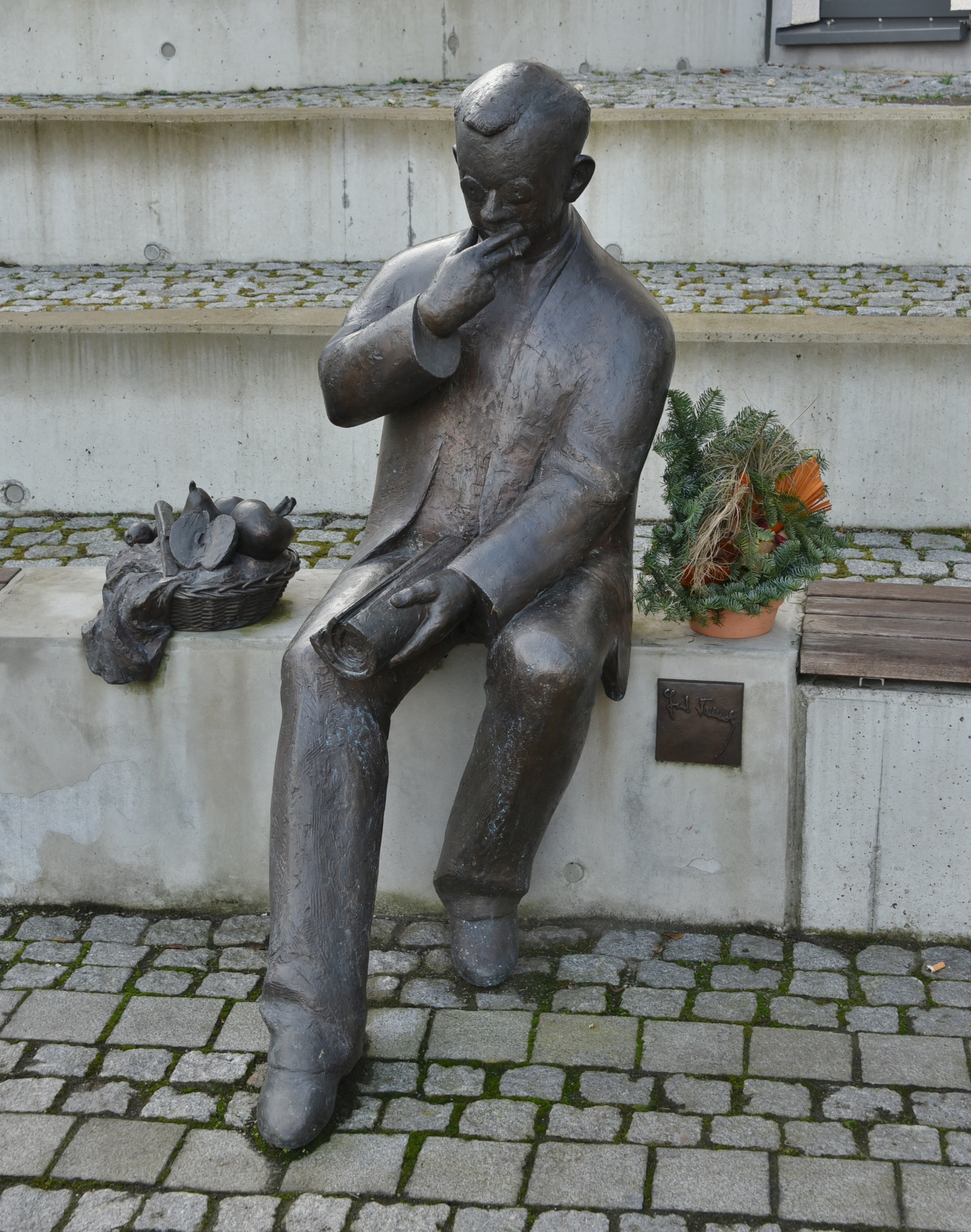
Hans Fallada – Plastik von Michael Klein in Neuenhagen bei Berlin (2012)

Zu Beginn des Ersten Weltkriegs meldete Fallada sich als Kriegsfreiwilliger, wurde jedoch als „dauernd untauglich“ abgewiesen. Da er in Posterstein eine landwirtschaftliche Lehre absolviert hatte, konnte er 1916 als Assistent der Landwirtschaftskammer Stettin sowie als wissenschaftlicher Mitarbeiter bei der Kartoffelanbaugesellschaft Berlin und 1919 im Rittergut Baumgarten bei Dramburg in Hinterpommern arbeiten.
Wegen Alkoholkrankheit und Morphinismus verbrachte er die Zeit zwischen 1917 und 1919 hauptsächlich in Entzugskliniken und Sanatorien, so erneut in der psychiatrischen Klinik in Tannenfeld und in der Heilanstalt Carlsfeld bei Halle. Anfang 1921 war er Patient in der Pommerschen Provinzialheilanstalt in Stralsund; die Akten dazu wurden erst 2011 gefunden. In diese Zeit fielen auch seine ersten schriftstellerischen Versuche. Der 1920 im Rowohlt Verlag veröffentlichte Roman erreichte kein größeres Publikum und war für den Verleger Ernst Rowohlt ein wirtschaftlicher Misserfolg, ebenso wie ein Übersetzungsprojekt mit Werken Romain Rollands.
1922 nahm Fallada ein Arbeitsangebot in der Nähe von Bad Doberan an, war noch im selben Jahr Rendant auf Gut Neu Schönfeld, arbeitete aber auch in Marzdorf, im damaligen Ostpreußen sowie in Gudderitz, das heute ein Ortsteil von Altenkirchen auf Rügen ist. Zur Finanzierung seines Morphin- und Alkoholkonsums beging er Unterschlagungen, die 1923 zu einer dreimonatigen Haftstrafe führten; 1926 folgte eine zweieinhalbjährige Haftstrafe wegen Betrugs.
1928 wurde er aus der Haft entlassen und lernte Anna Issel, genannt „Suse“, in der Wohnung ihrer Eltern in Hamburg-Eilbek kennen, wo er zur Untermiete wohnte. Sie heirateten am 5. April 1929 in Hamburg. Suse diente als Vorbild für „Lämmchen“, die Frau des Protagonisten Pinneberg in seinem 1932 erschienenen Roman Kleiner Mann – was nun?. Nach der Heirat lebte das Paar zunächst getrennt. Sie wohnte bei ihrer Mutter in Hamburg, er in Neumünster. Angestellt beim örtlichen Fremdenverkehrsverband, arbeitete Fallada dort ab Oktober 1928 als Anzeigenwerber und Reporter für die Tageszeitung General-Anzeiger. Vorübergehend war er Mitglied der Guttempler und der SPD.
Ihr erster Sohn wurde am 14. März 1930 geboren († 25. Dezember 2013). Es folgte die Geburt von Zwillingsmädchen (* 18. Juli 1933; die eine starb kurz nach der Geburt und die andere mit knapp 18 Jahren an einer Sepsis) sowie eines weiteren Sohnes, der am 3. April 1940 zur Welt kam.

### Arbeit, Leben und Erfolg als Schriftsteller
Bereits mit Erscheinen seines ersten Romans Der junge Goedeschal (1920) verwendete der junge Rudolf Ditzen – vermutlich in Anlehnung an zwei Märchen der Gebrüder Grimm – das Pseudonym Hans Fallada. Eine These besagt, dass sich der Vorname auf den Protagonisten im Märchen Hans im Glück bezieht und der Nachname auf das sprechende Pferd Falada in Die Gänsemagd: Der abgeschlagene Kopf des Pferdes verkündet in diesem Märchen so lange die Wahrheit, bis die betrogene Prinzessin zu ihrem Recht kommt. Nach einer anderen These hat Rudolf Ditzen, dessen Vater Jurist war, für seinen Nachnamen „Fallada“ die im Rechtswesen gebräuchliche Abkürzung „Fall ad a.“ (= Fall ad acta) verwendet.
Anfang der 1930er Jahre begann für Fallada der schriftstellerische Erfolg. Nachdem sein Roman Bauern, Bonzen und Bomben über Kleinstadtpolitik und Landvolkbewegung Beachtung gefunden hatte, zog er mit seiner Frau auf Anraten des Verlegers Ernst Rowohlt nach Berlin. Rowohlt hatte Fallada eine Halbtagsbeschäftigung in seinem Verlag verschafft, damit er sich ohne größere materielle Sorgen seiner schriftstellerischen Arbeit widmen konnte. Sie lebten zunächst zur Untermiete in der Moabiter Calvinstraße, später in Neuenhagen. Nach den ersten Bucherfolgen zogen die Falladas 1932 nach Berkenbrück und mieteten dort eine Villa an, die Fallada den Eigentümern später abkaufte.
In Neuenhagen entstand der 1932 veröffentlichte Roman Kleiner Mann – was nun? Dieser wurde zum Bestseller, fand international Anerkennung und war für Fallada der Durchbruch als Schriftsteller. 2016 erschien im Aufbau Verlag eine ungekürzte Neuauflage des Romans – erstmals so veröffentlicht, wie Fallada ihn geschrieben hatte.

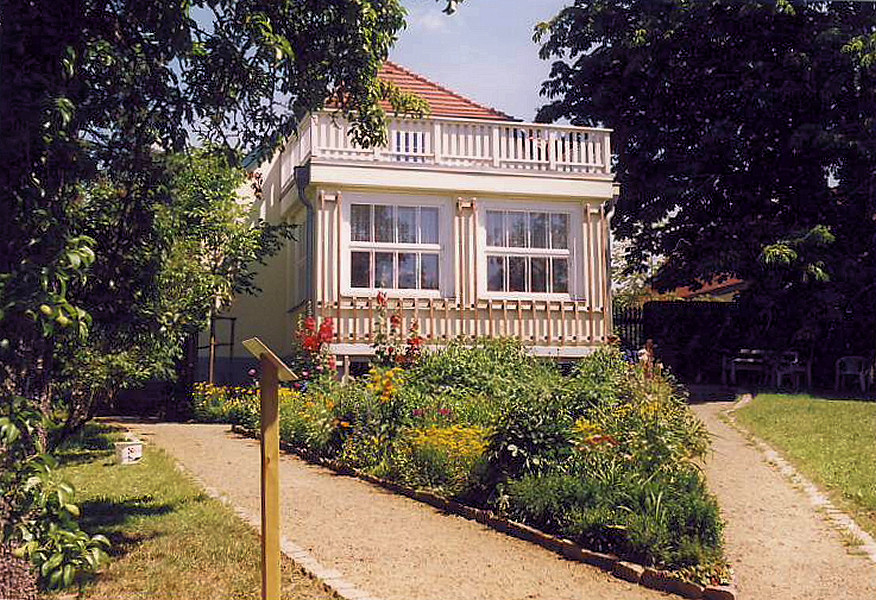
Hans-Fallada-Haus in Carwitz

Im März 1933 wurde Fallada von den ehemaligen Eigentümern seines Hauses, einem Ehepaar, das jetzt weiterhin dort zur Miete lebte, bei der örtlichen SA von Berkenbrück denunziert. Die Mieter hatten ein Gespräch Falladas mit Ernst von Salomon belauscht, das angeblich staatsfeindlichen Inhalt gehabt hatte. Fallada wurde kurzzeitig in Haft genommen, gab daraufhin das Haus in Berkenbrück auf und kaufte noch 1933 im nahe der mecklenburgischen Kleinstadt Feldberg gelegenen Dorf Carwitz ein Anwesen. Dort schrieb er weitere Bücher, darunter auch den sozialkritischen Roman Wer einmal aus dem Blechnapf frißt, in dem er seine Erfahrungen im Zentralgefängnis Neumünster verarbeitete. Das Buch konnte unter der nationalsozialistischen Herrschaft erscheinen, weil es sich gegen die Behandlung der Gefangenen in der Weimarer Republik – der von den Nationalsozialisten sogenannten „Systemzeit“ – richtete.
1938 lernte er die 18-jährige Marianne Portisch (1920–2003) kennen, später unter dem Namen Marianne Wintersteiner Autorin mehrerer Frauenbiographien. Sie war aus politischen Gründen aus der Tschechoslowakei geflohen und sollte in Berlin zur Turnlehrerin ausgebildet werden. Nach einer Knieverletzung wurde sie aber in die Heilanstalten Hohenlychen eingewiesen. Dort traf sie Fallada, der sie im Sanatorium besuchte. Es entstand eine tiefe, aber platonische Liebesbeziehung, die fast bis zu seinem Tod anhielt. Zu ihrem 19. Geburtstag schenkte Fallada ihr das Manuskript Pechvogel und Glückskind.

„Es ist schon ein eigenartiges Geschenk, das im Februar 1939 der sechsundvierzigjährige Dichter Hans Fallada der jungen Marianne Portisch zum 19. Geburtstag überreicht: Ein selbstgeschriebenes Märchen, in dem sich eine Fülle von Elementen findet, die in Falladas Leben und in anderen Geschichten aus seiner Feder eine Rolle spielen. Das Schicksal dieses Manuskripts ist an sich wunderbar genug.“

Die Liebe zu Fallada bewog Wintersteiner, einen autobiographischen Roman zu schreiben, der 1978 in einer österreichischen Provinzzeitung als Fortsetzungsroman erschien. Lange Zeit galt das Werk als verschollen, da die Zeitung wenig später aufgegeben wurde. Im März 2017 wurde er mit dem Originaltitel So fang es heimlich an von Gunnar Müller-Waldeck herausgegeben.
Nach dem Scheitern der Ehe Falladas wurde diese am 5. Juli 1944 geschieden. Im Streit mit seiner geschiedenen Frau schoss er am 28. August 1944 schwer angetrunken mit einer Terzerol-Pistole in einen Tisch. Daraufhin wurde er wegen versuchten Totschlags angeklagt und am 4. September 1944 in den Maßregelvollzug – im 2. Obergeschoss der „Abteilung Heil- und Pflegeanstalt“ (Hafthaus I) der Landesanstalt Neustrelitz-Strelitz – zur Beobachtung eingewiesen. Fallada schrieb hier eine Reihe von Kurzgeschichten, den postum erschienenen Roman Der Trinker und einen Erfahrungsbericht über den NS-Staat. Am 13. Dezember 1944 wurde er entlassen.

### Schreiben in der Zeit des Nationalsozialismus

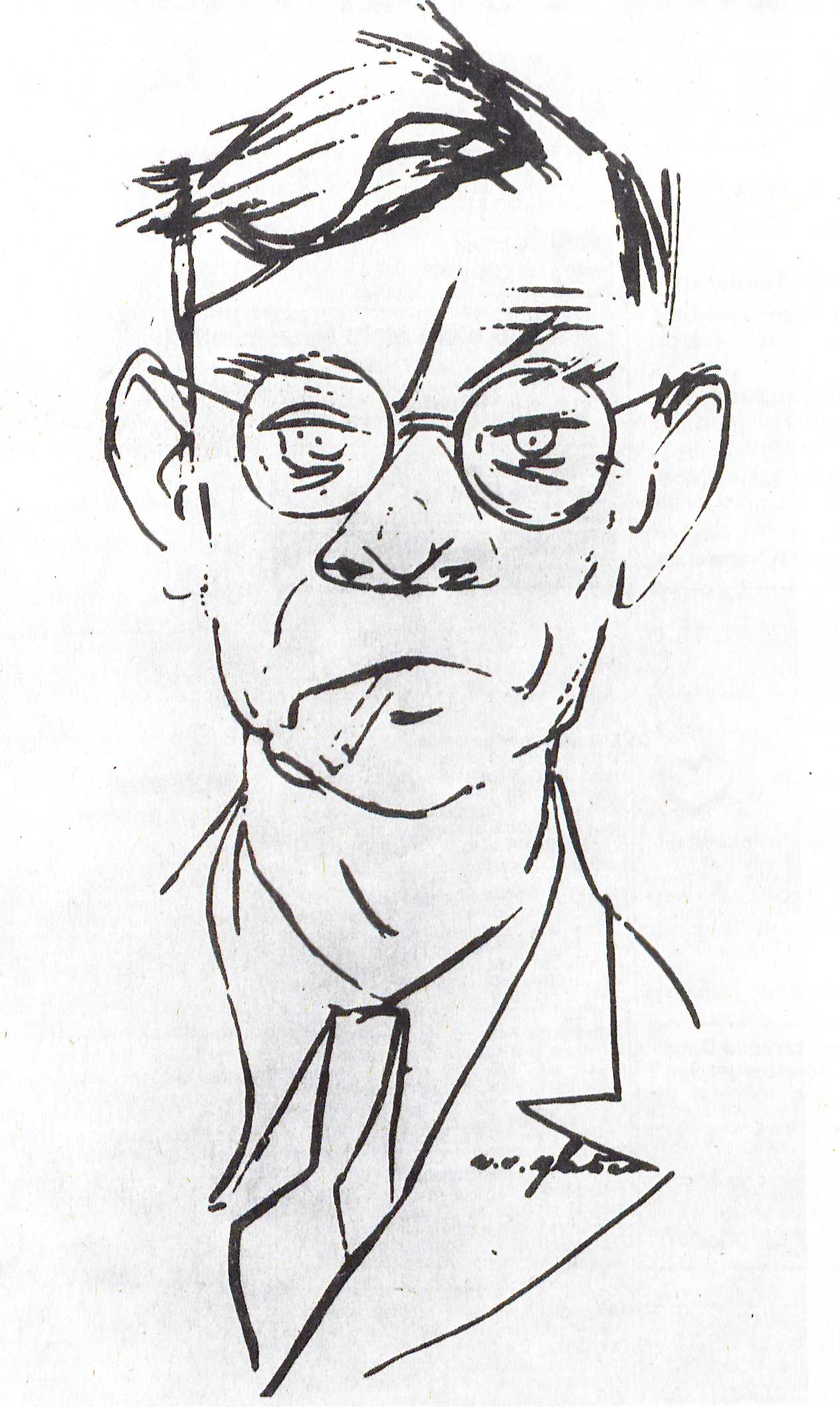
e.o.plauen: Hans Fallada (1943)

Fallada zählt zu den Erfolgsautoren in der Zeit des Nationalsozialismus. Um veröffentlichen zu können, bemühte er sich um Akzeptanz durch die Behörden und passte seine Werke teilweise deren Forderungen an.
Von den nationalsozialistischen Machthabern wurden seine Bücher unterschiedlich beurteilt. Joseph Goebbels und seine Reichsschrifttumskammer waren von ihm sehr angetan. Sein Buch Wolf unter Wölfen, als Kritik an der Weimarer Republik interpretiert, wurde positiv beurteilt und von Goebbels ausdrücklich gelobt. Alfred Rosenberg dagegen und das ihm unterstellte Amt Rosenberg sahen Fallada sehr kritisch; er ließ das Buch verbieten. Fallada musste von zeitkritischen Stoffen auf das Gebiet der leichten Unterhaltungsliteratur ausweichen.

„Die Verkaufserfolge sprechen für eine weiterhin insgesamt überwiegend positive Aufnahme des Autors, der seine Honorareinnahmen von rund 48.000 Reichsmark im Jahre 1939 auf über 74.000 Reichsmark 1942 steigern konnte.“

Als RAD-Sonderführer führte Hans Fallada 1943 eine Reportagefahrt ins besetzte Frankreich, ausgehend von Paris über Bordeaux bis an die spanische Grenze. Während seines Frankreichaufenthaltes sollte Fallada jedoch nicht nur Reportagen erstellen, sondern wurde für mehrere Monate auch für die kulturelle Betreuung von Soldaten der deutschen Besatzungstruppen eingesetzt. Ebenso wie nach einer Dienstreise in den Sudetengau folgten auch seinem Frankreichaufenthalt keine Publikationen.

### Letzte Jahre und Tod
Nach seiner Scheidung lebte Fallada in der damaligen mecklenburgischen Kleinstadt Feldberg (Feldberger Seenlandschaft) mit der 23-jährigen Ursula Losch („Ulla“, 1921–1958) zusammen. Die wohlhabende junge Witwe war nach dem Tod ihres Mannes Kurt Losch mit ihrer Mutter und ihrer kleinen Tochter (* 1939) dorthin gezogen und hatte Fallada im Sommer 1944 kennengelernt. Die zunächst freundschaftliche Beziehung, aus der wenig später eine Liebesbeziehung wurde, war von vornherein problematisch. Beide hatten den Krieg zwar überlebt, aber psychisch gelitten. Wie Hans Fallada bereits schon zwanzig Jahre zuvor war auch Ulla von Morphium abhängig; außerdem war Fallada seit Jahren alkoholkrank.

„Es war eine Ironie des Schicksals, daß Ditzen beide Weltkriege überlebte, jeweils in den letzten Kriegsmonaten aber mit Morphium in Kontakt kam. Im Januar 1945 hatte er seit nunmehr zwanzig Jahren kein Rauschgift mehr angerührt und war sich keiner Gefährdung bewußt.“

Hans Fallada und Ursula Losch heirateten am 1. Februar 1945 und lebten zunächst im Haus der jungen Witwe in Feldberg.
Ab 1945 wurde Nachkriegsdeutschland von den Alliierten in Besatzungszonen aufgeteilt; Mecklenburg gehörte von 1945 bis 1949 zur SBZ, die von der SMAD kontrolliert wurde. Die SMAD etablierte zunächst handlungsfähige Gemeindeverwaltungen. Als Bürgermeister von Städten und Gemeinden wurden nur Bürger des ehem. Deutschen Reiches eingesetzt, die zuvor nicht im Staatsapparat des zerschlagenen NS-Staates tätig oder Mitglieder der NSDAP gewesen waren. Fallada war einer dieser Bürger; die SMAD setzte ihn für kurze Zeit als Bürgermeister in Feldberg ein.
Nachdem Fallada aus dem Amt des Bürgermeisters ausgeschieden war, übersiedelte er mit seiner Frau nach Berlin und arbeitete dort auf Wunsch Johannes R. Bechers für die Tägliche Rundschau. Bechers Unterstützung ermöglichte Fallada, zusammen mit prominenten Kulturschaffenden – wie Becher selbst im Majakowskiring (dem „Städtchen“) – im bevorzugten und von der Außenwelt abgeriegelten Majakowskiweg zu wohnen. Die dort erlebte Abschottung ging in Falladas Roman Der Alpdruck ein. 1994 wurde der Majakowskiweg zu seinen Ehren in Rudolf-Ditzen-Weg umbenannt.

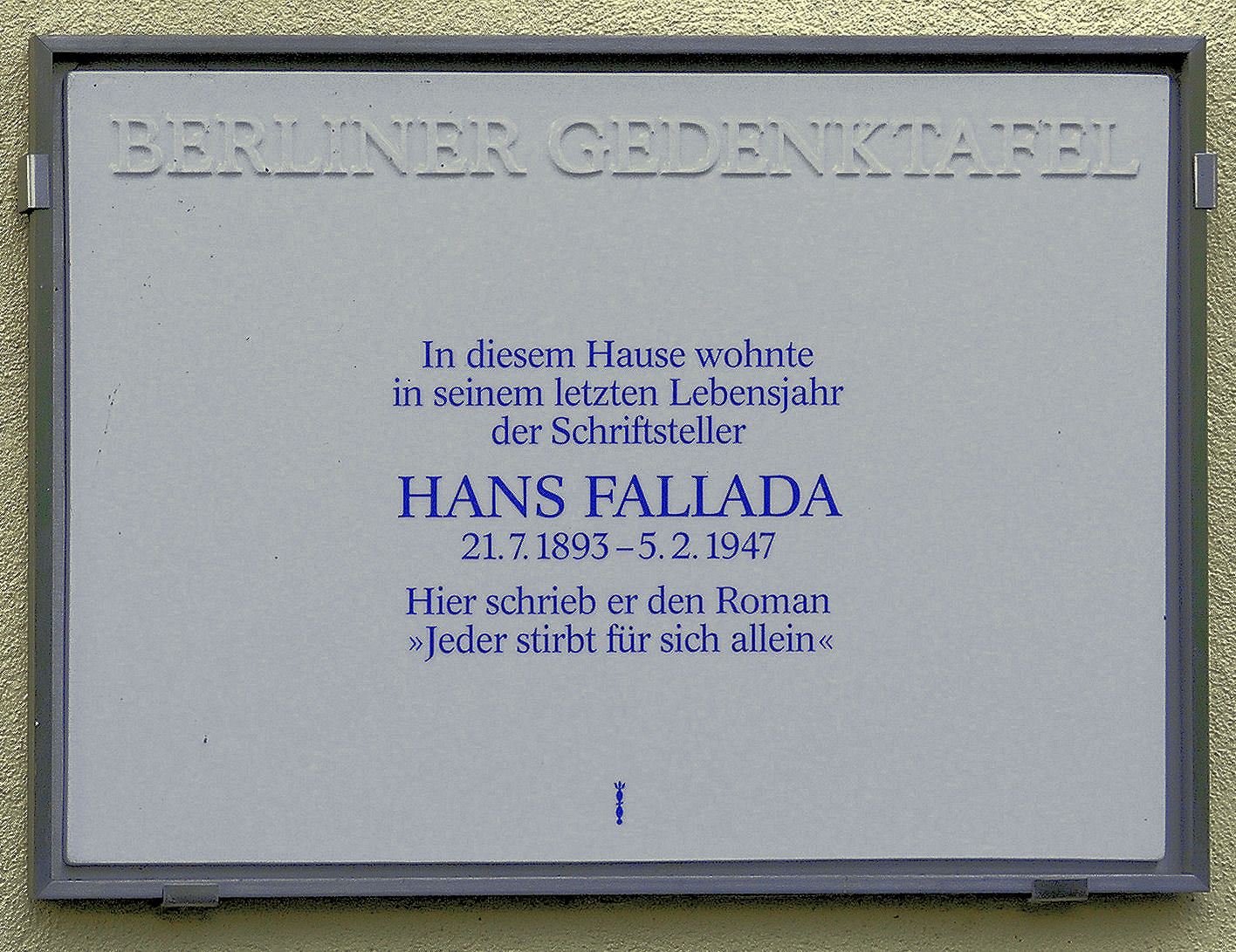
Berliner Gedenktafel am Haus Rudolf-Ditzen-Weg 19 in Berlin-Niederschönhausen

1946 eskalierte Falladas Morphinkonsum. Seine ebenfalls abhängige Frau bat den Dichterkollegen und Arzt Gottfried Benn in einem Brief um Morphin. Im Januar 1946 begab sich Fallada in eine Privatklinik in Neu-Westend, seine Frau folgte ihm zwei Wochen später; im März wurden beide entlassen. Am 1. Mai wollte Hans Fallada sich selbst töten; sein Nachbar Johannes R. Becher konnte dies jedoch verhindern. In einem Brief schrieb Falladas Frau: „Wir nahmen das Morphium so regelmäßig zu uns, daß kaum irgendwelche Abstinenzzeiten oder Abstinenzerscheinungen auftraten.“ Sie hatte wegen ihres Drogenkonsums 3000 Mark Schulden bei Becher. Es folgte erneut ein Aufenthalt im Hilfskrankenhaus Niederschönhausen.
Im Dezember 1946 wurde Fallada in die Nervenklinik der Berliner Charité eingewiesen. Innerhalb eines Monats schrieb er dort in schlechtem körperlichen Zustand den Roman Jeder stirbt für sich allein.
Auf Wunsch seiner Frau wurde Fallada am 12. Januar 1947 in das Hilfskrankenhaus Pankow in Berlin-Niederschönhausen verlegt, wo eine gemeinsame Entziehungskur geplant war. Am 5. Februar 1947 übergab ihr eine Ärztin, die früh nach Hause wollte, die nächtlichen Schlafmittel für Fallada mit der Bitte, sie ihm zu verabreichen. Sie irrte sich in der Dosis und gab ihm zu viel davon; Fallada starb daran. Auf seinem Todesschein wurde „Tod durch Herzversagen“ vermerkt.
Bis 1981 war Fallada auf dem Friedhof Pankow III in einem Ehrengrab bestattet. Auf Betreiben Anna Ditzens erfolgte die Umbettung auf den alten Friedhof von Carwitz.

## Ehrungen
- Am 14. Juni 2012 wurde am Haus Mönchstraße 12 in Stralsund eine Gedenktafel für Hans Fallada eingeweiht. Er wohnte dort im Herbst 1921. Die Tafel erinnert zugleich an den Stralsund-Roman Der Jungherr von Strammin.
- Am 20. August 2017 wurde die „Fallada-Sicht“ ⊙ in Form einer von einem Künstler geschaffenen Bank am Steilufer zwischen Putgarten und dem Nordstrand der Halbinsel Wittow eingeweiht. Sie verweist auf Falladas Verbundenheit mit Wittow, die sich u. a. in dem Roman Wir hatten mal ein Kind widerspiegelt.
- Hans-Fallada-Preis: Zu Ehren von Hans Fallada stiftete die Stadt Neumünster 1981 diesen Preis.
- Hans-Fallada-Archiv: Das Hans-Fallada-Archiv in Carwitz, verbunden mit dem Hans-Fallada-Haus, wird vom Literaturzentrum Neubrandenburg e. V. verwaltet.[36] Das Archiv umfasst Dokumente von und über Hans Fallada (Manuskripte, Briefwechsel, Signaturen, Filme und Fernsehsendungen, wissenschaftliche Arbeiten, Ausstellungsstücke). Das Literaturzentrum wird gemeinsam von der Stadt Neubrandenburg und dem Land Mecklenburg-Vorpommern gefördert. Das weitgehend originalgetreu eingerichtete Haus zieht pro Jahr rund 12.000 Besucher an.[37]
- In Feldberg, Neuenhagen bei Berlin, Berlin-Neukölln und Weißwasser/Oberlausitz sind Schulen nach Hans Fallada benannt.
- Die Stadtbibliothek Greifswald trägt seit 1993 seinen Namen.
- Der Asteroid (14025) Fallada wurde nach ihm benannt.
- Mehrere Straßen wie in Bremen-Obervieland, Greifswald, Neumünster, Nürnberg, Rostock und Stralsund wurden nach ihm benannt. In der Nähe des Rudolf-Ditzen-Wegs[38] in Berlin-Pankow starb Fallada.
- Am 2. Juni 1998 wurde an seinem ehemaligen Wohnort, Berlin-Niederschönhausen, Rudolf-Ditzen-Weg 19, eine Berliner Gedenktafel enthüllt.
- Gedenktafel Nr. 07 der Eilbeker Tafelrunde[39] für Hans Fallada in Hamburg-Eilbek, Hasselbrookstraße 54. Der Schriftsteller lebte im 1943 zerstörten Vorgängerbau dieses Hauses vom 18. Mai – 1. Oktober 1928. Diese Zeit verarbeitet er in seinem 1934 veröffentlichten Roman: Wer einmal aus dem Blechnapf frisst.
- Am 21. Juli 2021 wurde in seinem ehemaligen Wohnhaus im heutigen Falladaring 10 in Neuenhagen bei Berlin, wo er zwischen 1930 und 1932 lebte und seinen Roman Kleiner Mann – was nun? verfasste, eine Gedenkstätte eingeweiht.[40]

## Werke und Ausgaben
Monografien

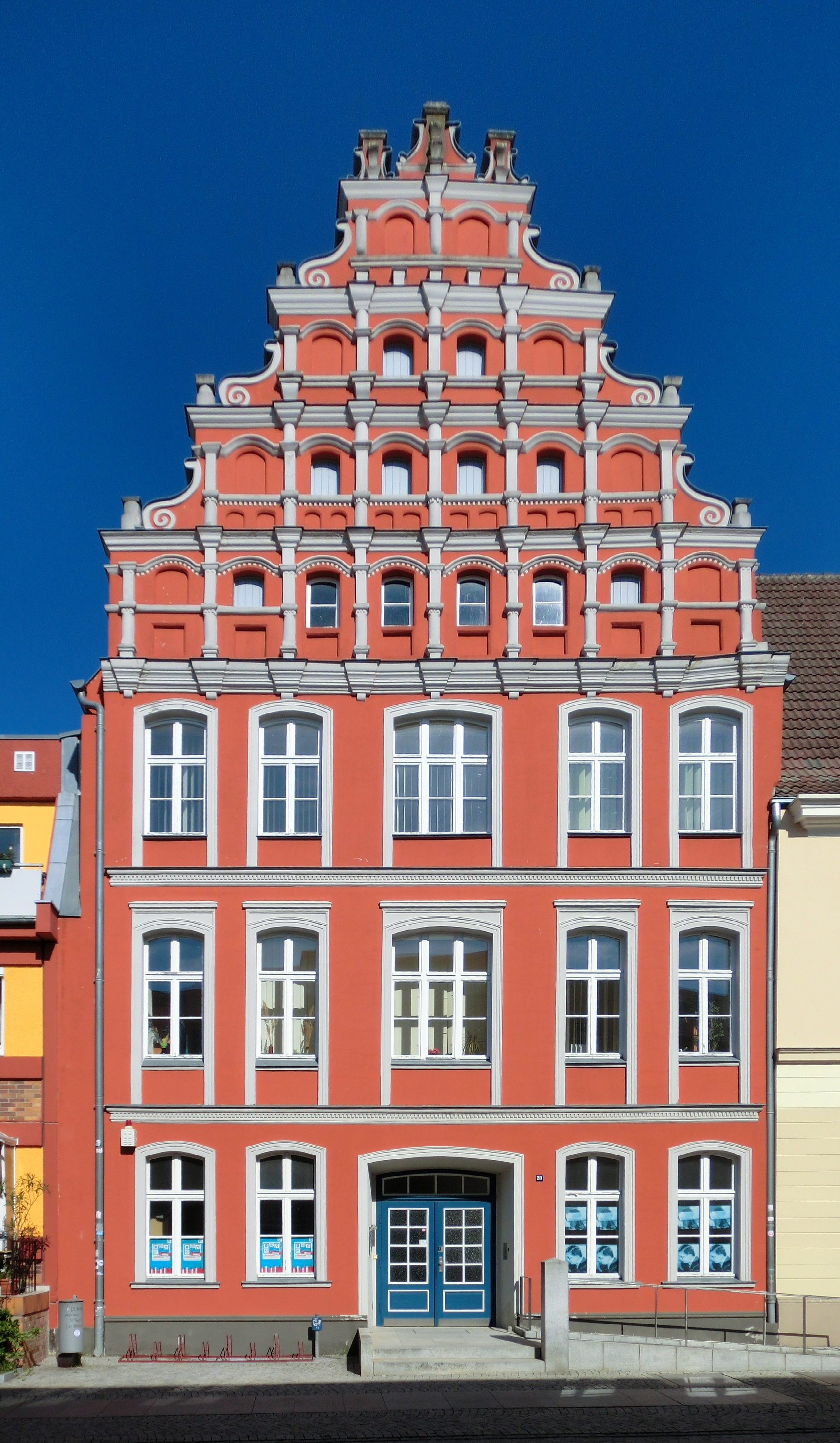
Stadtbibliothek Greifswald

- Der junge Goedeschal. Ein Pubertätsroman. Rowohlt Verlag, Berlin 1919, OCLC 11198372 (340 S.).
Neuausgabe: Aufbau Taschenbuch, Berlin 2012, ISBN 978-3-7466-2861-5 (auch als E-Book).
- Anton und Gerda. Roman. Rowohlt Verlag, Berlin 1923, DNB 57471426X (297 S.).
Als E-Book: Saga Egmont, Kopenhagen 2022, ISBN 978-87-28-22315-4.
- Bauern, Bonzen und Bomben. Roman. Einband von Olaf Gulbransson. Rowohlt Verlag, Berlin 1931, DNB 57471426X (565 S.).
Neuausgabe: Nikol Verlag, Hamburg, ISBN 978-3-86820-453-7 (auch als E-Book).
- Kleiner Mann – was nun? Roman. Einband von George Grosz. Rowohlt Verlag, Berlin 1932, DNB 573076960 (363 S.).
Neuausgabe, erstmals in der Originalfassung: Aufbau Verlag, Berlin 2016, ISBN 978-3-351-03641-6 (auch als E-Book).
- Wer einmal aus dem Blechnapf frißt. Roman. Rowohlt Verlag, Berlin 1934, DNB 573077053 (509 S.).
Neuausgabe: Nikol Verlag, Hamburg 2018, ISBN 978-3-86820-452-0 (auch als E-Book).
- Wir hatten mal ein Kind. Eine Geschichte und Geschichten. Rowohlt Verlag, Berlin 1934, DNB 573077096 (545 S.).
Neuausgabe: Aufbau Taschenbuch, Berlin 2011, ISBN 978-3-7466-2788-5 (auch als E-Book).
- Märchen vom Stadtschreiber, der aufs Land flog. Gesamtausstattung und Holzschnitte Heinz Kiwitz. Rowohlt Verlag, Berlin 1935, DNB 573076928 (224 S.).
Als E-Book: Aufbau Digital, Berlin 2017, ISBN 978-3-8412-1364-8.
- Hoppelpoppel – wo bist du? Kindergeschichten (= Reclams Universal-Bibliothek. Nr. 7314). Reclam Verlag, Leipzig 1936, DNB 1201607442 (74 S.).
Neuausgabe mit Illustrationen von Philip Waechter: Annette Betz Verlag, Berlin/Wien 2013, ISBN 978-3-219-11545-1. Neuausgabe mit Illustrationen von Christa Unzner: Verlagshaus Jacoby & Stuart, Berlin 2017, ISBN 978-3-946593-38-6.
- Altes Herz geht auf die Reise. Roman. Rowohlt Verlag, Berlin 1936, DNB 573076693 (252 S.).
Neuausgabe: Boer Verlag, Grafrath 2019, ISBN 978-3-96662-028-4 (auch als E-Book).
- Wolf unter Wölfen. Roman. Rowohlt Verlag, Berlin 1937, DNB 560464681 (2 Bände).
Neuausgabe: Aufbau Taschenbuch, Berlin 2011, ISBN 978-3-7466-2743-4 (auch als E-Book)
- Geschichten aus der Murkelei. Mit Bildern von Melitta Patz. Rowohlt Verlag, Berlin 1938, DNB 573076804 (188 S.).[41]
Neuausgabe mit Zeichnungen von Conrad Neubauer-Conny: Aufbau Verlag, Berlin 2019, ISBN 978-3-351-03795-6 (auch als E-Book).
- Der eiserne Gustav. Roman. Rowohlt Verlag, Berlin 1938, DNB 573076839 (737 S.).
Neuausgabe, erstmals in der Originalfassung: Aufbau Verlag, Berlin 2019, ISBN 978-3-351-03760-4 (auch als E-Book).
- Süßmilch spricht. Ein Abenteuer von Murr und Maxe (= Rakete. Nr. 4). Verlag W. A. Stierlin, Aalen 1939, DNB 579784878 (44 S.).
Als E-Book: epubli, Berlin 2018, ISBN 978-3-7467-3067-7.
- Kleiner Mann, großer Mann – alles vertauscht oder Max Schreyvogels Last und Lust des Geldes. Ein heiterer Roman. Rowohlt Verlag, Stuttgart/Berlin 1940, DNB 573076944 (411 S.).
Neuausgabe: Aufbau Verlag, Berlin 2011, ISBN 978-3-7466-2687-1 (auch als E-Book).
- Der ungeliebte Mann. Roman. Rowohlt Verlag, Stuttgart/Berlin 1940, DNB 573077029 (355 S.).
Als E-Book: epubli, Berlin 2018, ISBN 978-3-7467-2899-5.
- Das Abenteuer des Werner Quabs (= Bohn’s fröhliche Bücher. Band 5). J. Bohn & Sohn, Leipzig 1940, DNB 579784835 (108 S.).
Als E-Book: Aufbau Digital, Berlin 2017, ISBN 978-3-8412-1366-2.
- Damals bei uns daheim. Erlebtes, Erfahrenes und Erfundenes. Rowohlt Verlag, Stuttgart/Berlin 1941, DNB 573076731 (329 S.).
Neuausgabe: Aufbau Verlag, Berlin 2011, ISBN 978-3-7466-2789-2 (auch als E-Book).
- Heute bei uns zu Haus. Ein anderes Buch. Erfahrenes und Erfundenes. Rowohlt Verlag, Stuttgart/Berlin 1941, DNB 573076855 (272 S.).
Neuausgabe: Aufbau Taschenbuch, Berlin 2012, ISBN 978-3-7466-2863-9 (auch als E-Book).
- Jeder stirbt für sich allein. Roman. Hrsg.: Paul Wiegler. Aufbau Verlag, Berlin 1947, DNB 451207513 (539 S.).
Ungekürzte Neuausgabe: Aufbau-Verlag, Berlin 2011, ISBN 978-3-351-03349-1 (auch als E-Book).

### Postume Veröffentlichungen
- Der Alpdruck. Einband von Hermann Kusch. Aufbau Verlag, Berlin 1947, DNB 451207114 (235 S.).
Neuausgabe: Gröls Verlag, Hamburg 2019, ISBN 978-3-96637-129-2 (auch als E-Book)
- Zwei zarte Lämmchen – weiß wie Schnee. Roman. Verlag G. Richter, Berlin 1948, DNB 573076901 (113 S., Manuskript von 1941).
Als E-Book Zwei zarte Lämmchen weiß wie Schnee. Eine kleine Liebesgeschichte. Aufbau Digital, Berlin 2017, ISBN 978-3-8412-1368-6.
- Der Trinker. Roman. Rowohlt Verlag, Hamburg 1950, DNB 451207815 (312 S., Manuskript von 1944).
Neuausgabe: Aufbau Verlag, Berlin 2011, ISBN 978-3-7466-2791-5 (auch als E-Book).
Als Graphic Novel, gezeichnet und erklärt von Jakob Hinrichs: Walde + Graf, Berlin 2015, ISBN 978-3-8493-0110-1.
- Ein Mann will hinauf. Die Frauen und der Träumer. Südverlag, München/Konstanz 1953, DNB 451207785 (607 S., Manuskript von 1942).
Neuausgabe als Ein Mann will nach oben. Aufbau Taschenbuch, Berlin 2011, ISBN 978-3-7466-2688-8 (auch als E-Book).
- Fridolin, der freche Dachs. Eine 2- und 4-beinige Geschichte. Zeichnungen: Eva und Hans Schweiss. Verlag Heinrich Scheffler, Frankfurt am Main 1954, DNB 572327129 (224 S., Manuskript von 1944).
Neuausgabe: Aufbau Digital, Berlin 2017, ISBN 978-3-7466-3429-6 (auch als E-Book).
- Die Stunde, eh’ du schlafen gehst. Roman einer Liebe. Goldmann Verlag, München 1954, DNB 451207807 (190 S., Manuskript von 1941).
Als E-Book: Aufbau Digital, Berlin 2017, ISBN 978-3-8412-1367-9.
- Junger Herr – ganz groß. Roman. Ullstein, Berlin u. a. 1965 (255 S., Manuskript von 1943).
Neuausgabe als Der Jungherr von Strammin. Aufbau Taschenbuch, Berlin 2017, ISBN 978-3-7466-3435-7 (auch als E-Book).
- Dies Herz, das dir gehört. (Zuflucht). Aufbau Verlag, Berlin 1994, ISBN 3-351-03200-5 (263 S., Manuskript von 1939).
Neuausgabe: Aufbau Taschenbuch, Berlin 2012, ISBN 978-3-7466-2862-2 (auch als E-Book)
- Drei Jahre kein Mensch. Erlebtes, Erfahrenes, Erfundenes. Geschichten aus dem Nachlaß 1929–1944. Hrsg. und Studie: Günter Caspar. Aufbau Verlag, Berlin 1997, ISBN 3-351-03202-1 (189 S.).
Neuausgabe als Sachlicher Bericht über das Glück, ein Morphinist zu sein. Aufbau Taschenbuch, Berlin 2017, ISBN 978-3-7466-2790-8
- Strafgefangener, Zelle 32. Tagebuch 22. Juni–2. September 1924. Hrsg.: Günter Caspar. Aufbau Verlag, Berlin 1998, ISBN 3-351-03203-X (189 S.).
- Pechvogel und Glückskind. (Ein Märchen für Kinder und Liebende). Holzschnitte: Regine Müller-Waldeck. Steinbecker Verlag Rose, Greifswald 1998, ISBN 3-931483-12-6 (47 S.).
Neuausgabe mit Graphiken von Werner Schinko, Hrsg. Gunnar Müller-Waldeck: federchen Verlag, Neubrandenburg 2010, ISBN 978-3-941683-02-0.
- In meinem fremden Land. Gefängnistagebuch 1944. Hrsg.: Jenny Williams, Sabine Lange. Aufbau Verlag, Berlin 2009, ISBN 978-3-351-02800-8 (333 S.).[42]
- Junge Liebe zwischen Trümmern. Mit unveröffentlichten Erzählungen. Hrsg. und Nachwort: Peter Walther. Aufbau Taschenbuch, Berlin 2019, ISBN 978-3-7466-3610-8 (298 S.).
- Lilly und ihr Sklave. Mit unveröffentlichten Erzählungen. Manuskript um 1925. Hrsg.: Johanna Preuß-Wössner, Peter Walther. Aufbau Verlag, Berlin 2021, ISBN 978-3-351-03882-3 (269 S.).
- Wie ich Schriftsteller wurde. Nachwort: Michael Töteberg. Manuskript von 1947. Reclam Verlag, Ditzingen 2022, ISBN 978-3-15-011425-4 (79 S.).
- Wenn mich ein Buch wirklich reizt. Literaturkritische Studien. Hrsg.: Sabine Koburger, Michael Töteberg. Steffen Verlag, Berlin 2023, ISBN 978-3-95799-128-7 (464 S.).

Werkausgabe
- Ausgewählte Werke in Einzelausgaben. ab 1962 (10 Bände).

Sammelbände
- Gesammelte Erzählungen. Braunschweig 1967.
- Frühe Prosa in zwei Bänden. Neuausgabe 1993
- Der Pleitekomplex – Sieben Malheurgeschichten. Zusammengestellt von Günter Caspar. Aufbau Taschenbuch Verlag, Berlin 1971, ISBN 3-7466-0034-0.
- Tom Riebe (Hrsg.): Rudolf Ditzen [Versensporn – Heft für lyrische Reize; Nr. 32]. Edition Poesie schmeckt gut, Jena 2018.
- Malheur-Geschichten. Hrsg. und Nachwort: Günter Stolzenberger. dtv Verlagsgesellschaft, München 2019, ISBN 978-3-423-28186-7 (239 S.).
- Warnung vor Büchern. Erzählungen und Berichte. Herausgegeben von Carsten Gabel. Reclam Verlag, Ditzingen 2021, ISBN 978-3-15-014081-9.
- Fallada zum Vergnügen. Hrsg.: Karl-Heinz Göttert, Günter Wallraff (= Reclams Universal-Bibliothek. Band 14258). Reclam Verlag, Ditzingen 2022, ISBN 978-3-15-014258-5 (167 S.).

## Briefe

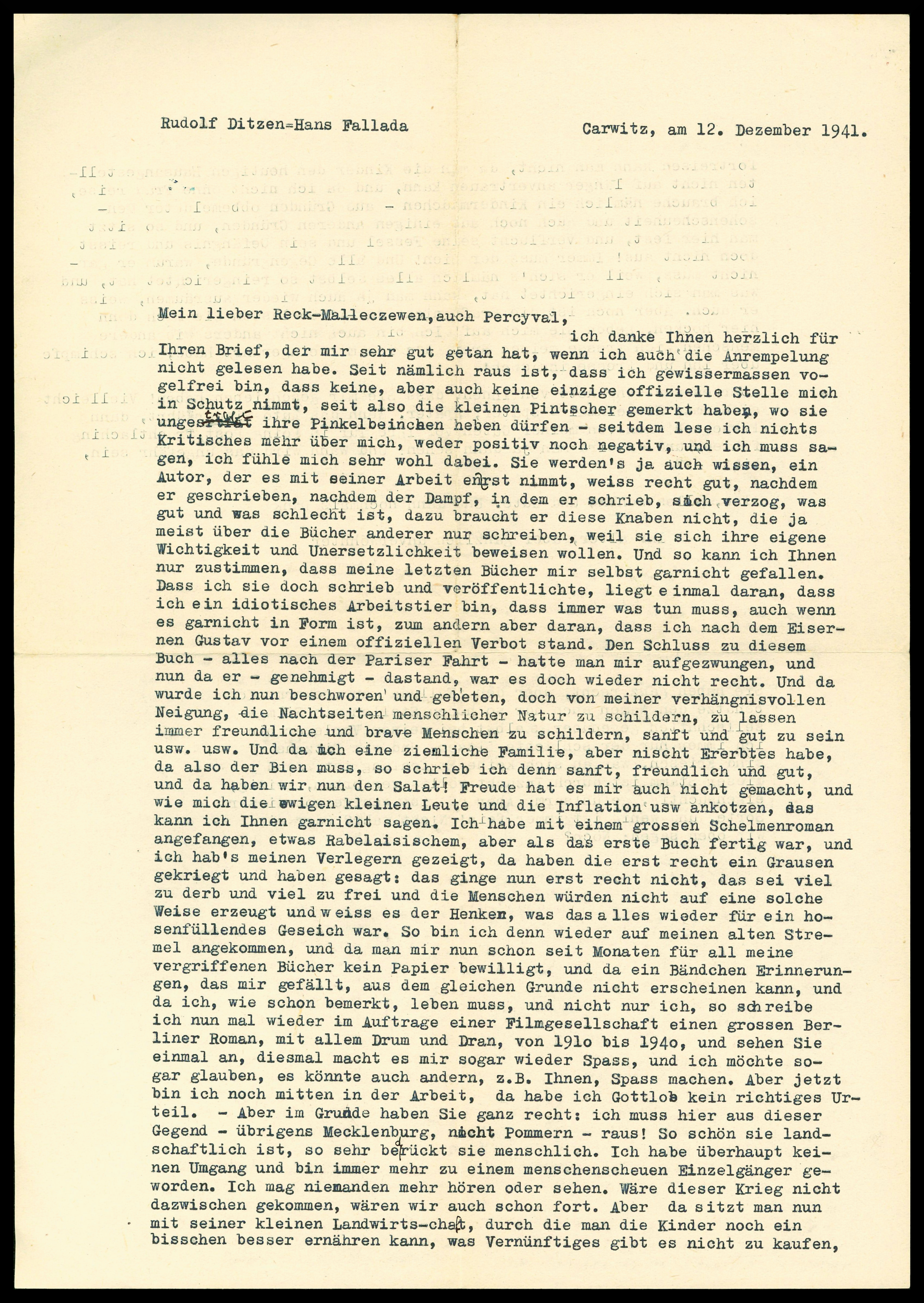
Brief von Fallada an Fritz Percy Reck-Malleczewen (1941)

- Ulrich Ditzen (Hrsg.): Mein Vater und sein Sohn. Briefwechsel. Aufbau-Verlag, Berlin 2004, ISBN 3-351-02993-4.
- Hans Fallada, Anna Ditzen: Wenn du fort bist, ist alles nur halb. Briefe einer Ehe. Herausgegeben von Ulrich Ditzen. Aufbau-Verlag, Berlin 2007, ISBN 978-3-351-03220-3.
- Michael Töteberg, Sabine Buck (Hrsg.): Hans Fallada: Ewig auf der Rutschbahn – Briefwechsel mit dem Rowohlt Verlag. Rowohlt Verlag, Reinbek 2008, ISBN 978-3-498-02121-4.
- Achim Ditzen (Hrsg.): Ohne Euch wäre ich aufgesessen. Geschwisterbriefe. Aufbau-Verlag, Berlin 2018, ISBN 978-3-351-03714-7.
- Meine lieben jungen Freunde. Briefe an die Kinder. Hrsg.: Nele Holdack. Aufbau Verlag, Berlin 2020, ISBN 978-3-351-03477-1 (144 S.).
- Die RAD-Briefe aus dem besetzten Frankreich 1943. Hrsg. und Nachwort: Carsten Gansel. Verlag Das kulturelle Gedächtnis, Berlin 2022, ISBN 978-3-946990-68-0 (157 S.).

## Filme

### Verfilmungen
„Kleiner Mann – was nun?“
- Kleiner Mann – was nun? (Deutschland 1933). Regie: Fritz Wendhausen. Mit Hermann Thimig, Hertha Thiele, Viktor de Kowa, Ida Wüst, Paul Henckels, Theo Lingen.
- Little Man, What Now? (USA 1934). Regie: Frank Borzage. Mit Margaret Sullavan, Douglass Montgomery, Alan Hale, Catherine Doucet.
- Kleiner Mann – was nun? (Fernseh-Zweiteiler, DDR 1967). Regie: Hans-Joachim Kasprzik. Mit Arno Wyzniewski, Jutta Hoffmann, Wolf Kaiser, Inge Keller, Rolf Ludwig, Heinz-Dieter Knaup.
- Kleiner Mann – was nun? (Fernsehfilm, Deutschland 1973). Regie: Peter Zadek. Mit Heinrich Giskes, Hannelore Hoger, Klaus Höhne, Brigitte Mira, Karl-Heinz Vosgerau.

„Jeder stirbt für sich allein“
- Jeder stirbt für sich allein (Fernsehfilm, Deutschland 1962). Regie: Falk Harnack. Mit Alfred Schieske, Edith Schultze-Westrum, Anneli Granget, Hartmut Reck, Benno Hoffmann, Rudolf Fernau.
- Jeder stirbt für sich allein (DDR 1970). Regie: Hans-Joachim Kasprzik, mit Erwin Geschonneck, Elsa Grube-Deister, Wolfgang Kieling, Dieter Franke, Fred Delmare
- Jeder stirbt für sich allein (Deutschland 1976). Regie: Alfred Vohrer. Mit Hildegard Knef, Carl Raddatz, Martin Hirthe, Gerd Böckmann, Heinz Reincke.
- Jeder stirbt für sich allein (Deutschland, Frankreich und Großbritannien 2016). Regie: Vincent Perez. Mit Emma Thompson, Brendan Gleeson, Daniel Brühl.[43]

„Altes Herz geht auf die Reise“
- Altes Herz geht auf die Reise (Deutschland 1938/47). Regie: Carl Junghans. Mit Gerhard Bienert, Vera Complojer, Maly Delschaft
- Altes Herz geht auf die Reise (1987) (Fernsehfilm, DDR 1987). Regie: Hans Knötzsch. Mit Horst Schulze, Horst Rehberg, Renate Geißler, Hans-Joachim Hanisch.

„Der eiserne Gustav“
- Der eiserne Gustav (Deutschland 1958). Regie: Georg Hurdalek. Mit Heinz Rühmann, Ernst Schröder, Edith Hancke.
- Der eiserne Gustav (Fernsehfilm, Deutschland 1978). Regie: Wolfgang Staudte. Mit Gustav Knuth, Eva Brumby, Volker Lechtenbrink, Rainer Hunold, Manfred Lehmann.

„Geschichte vom goldenen Taler“
- Die Geschichte vom goldenen Taler (Fernsehfilm, DDR 1985). Regie: Bodo Fürneisen. Mit Klaus Bamberg, Dirk Brennemann, Gerd Ehlers, Reiner Heise.
- Das Märchen vom goldenen Taler (Deutschland 2020). Regie: Cüneyt Kaya. Mit Dominique Horwitz, Valerie Sophie Körfer.

Weitere Verfilmungen
- Himmel, wir erben ein Schloß! (nach: Kleiner Mann, großer Mann – alles vertauscht oder Max Schreyvogels Last und Lust des Geldes. Deutschland, Uraufführung am 16. April 1943). Regie: Peter Paul Brauer. Mit Anny Ondra, Hans Brausewetter, Carla Rust, Oskar Sima.
- Wer einmal aus dem Blechnapf frisst (Fernsehfilm, Deutschland 1962, Dreiteiler). Regie: Fritz Umgelter. Mit Klaus Kammer, Peter Ehrlich, Sigurd Fitzek, Ursula Dirichs, Alfred Schieske, Gerhard Just, Hans Cossy, Wolfgang Reichmann.
- Wolf unter Wölfen (Fernsehfilm, DDR 1964). Regie: Hans-Joachim Kasprzik. Mit Evamaria Bath, Annekathrin Bürger, Norbert Christian, Jürgen Frohriep, Armin Mueller-Stahl.
- Bauern, Bonzen und Bomben (Fernsehfilm, Deutschland 1973). Regie. Egon Monk. Mit Arno Assmann, Siegfried Wischnewski, Eberhard Fechner, Reinhardt Firchow, Hans Häckermann.
- Ein Mann will nach oben (Fernsehfilm, Deutschland 1978). Regie: Herbert Ballmann. Mit Mathieu Carrière, Ursela Monn, Rainer Hunold, Walter Buschhoff, Karl-Michael Vogler, Harald Juhnke, Günter Strack, Edith Hancke, Willi Rose, Gert Haucke.
- Der Trinker (Fernsehfilm, Deutschland 1995). Regie: Tom Toelle. Mit Harald Juhnke, Jutta Wachowiak, Deborah Kaufmann, Eberhard Esche, Christian Grashof.

### Filmbiografien und Dokudramen
- Pseudonym: Hans Fallada. Biographischer Fernsehfilm, Deutschland 1981. Regie: Lutz Büscher. Mit Joachim Bliese, Carola Regnier, Dieter Borsche, Tilli Breidenbach.
- Fallada – Letztes Kapitel. Filmbiographie, DEFA, DDR 1987. Regie: Roland Gräf. Mit Jörg Gudzuhn, Jutta Wachowiak, Katrin Sass, Corinna Harfouch, Hermann Beyer.
- Fallada – Im Rausch des Schreibens. Dokudrama, NDR, Arte, Deutschland 2016. Regie: Christoph Weinert. Mit Michael Schenk, Gerd Wameling, Caroline du Bled, Sarina Radomski, Bill Becker, Dietmar Lahaine.[44]

## Hörbücher / Hörspiele
- Wer einmal aus dem Blechnapf frißt. Hörspiel. Bearbeitung (Wort): Paul Hühnerfeld; Regie: Gerd Beermann; Mitwirkende: Hans Quest (Kufalt), Paul Dättel (Mitgefangener), Karl Georg Saebisch (Petrow), Kurt Haars (Batzke), Karl Bockx (Kleiderbulle), Ernst Sladeck (Inspektor), Rudolf Siege (Auskunftsbeamter), Hilde Engel (Empfangsdame), Erwin Klietsch (Seidenzopf), Viktor Warsitz (Jauch), Arthur Mentz (Marcetus), Wolfgang Preiss (Mack), Max Mairich (Runge-Bär), Otto-Ernst Lundt (Grünspohn), Dirk Dautzenberg (1. Cito-Prestler), Freddy Klaus (2. Cito-Prestler), Kurt Ebbinghaus (3. Cito-Prestler), Hans Timerding (Sprecht), Wilhelm Kürten (Amtsgerichtsrat), Walter Kottenkamp (Pastor), Max Walter Sieg (Freese), Margot Müller (Frl. Kraft), Ernst Ehlert (1. Abonnent), Kurt Schacht (2. Abonnent), Gieslind Noebel (3. Abonnent), Stephanie Wiesand (4. Abonnent), Gunhild Bohnen (5. Abonnent), Dorimarie Fritzschler (6. Abonnent), Wolfgang Golisch (Glasermeister), Heinz Schimmelpfennig (2. Mitgefangener), Irene Reisinger (Sekretärin); Produktion: SWF, 1952[45]
- „Als hätte sich jemand ganz wundervoll betrunken“. Hans Falladas Jahre in Carwitz. Feature von Wolfgang Rödel. Mit Hilmar Thate, Jutta Wachowiak u. a. Regie: Horst Liepach. Prod.: ORB, 1993. (2000 unter dem Titel Hans Falladas Jahre in Carwitz im Audio Verlag als Hörbuch erschienen, ISBN 3-89813-121-1)
- Kleiner Mann – was nun? Mit: Jutta Hoffmann. Prod.: MDR 2006, Der Audio Verlag (DAV), Berlin 2009, ISBN 978-3-89813-846-8 (Lesung, 4 CDs, 315 Min.)[46]
- Kleiner Mann – was nun? Mit Laura Maire, Matthias Brandt. Der Audio Verlag (DAV), Berlin 2010, ISBN 978-3-89813-969-4 (Hörspiel, 1 CD, 74 Min.)
- Geschichten aus der Murkelei. Mit Dieter Mann. Der Audio Verlag (DAV), Berlin 2008, ISBN 978-3-89813-753-9 (Lesung, 2 CDs, 143 Min.)
- Jeder stirbt für sich allein. Mit Ulrich Noethen. Osterwoldaudio, Hamburg 2011, ISBN 978-3-86952-145-9 (Lesung, 8 CDs, 563 Min.)
- Jeder stirbt für sich allein. Hörspielbearbeitung: Peter Goslicki. Mit Gunter Schoß, Gudrun Ritter, Hans-Peter Minetti, Henry Hübchen. Rundfunk der DDR 1987 / Der Audio Verlag (DAV), Berlin 2011, ISBN 978-3-86231-101-9 (Hörspiel, 2 CDs, 139 Min.)
- Bauern, Bonzen und Bomben. Mit Otto Sander, Jörg Schüttauf, Dieter Mann u. a., MDR 1997, Osterwoldaudio, Hamburg 2012, ISBN 978-3-86952-123-7 (Hörspiel, 5 CDs, 345 Min.)
- Ein Mann will nach oben. Mit Ulrich Noethen. Osterwoldaudio, Hamburg 2012, ISBN 978-3-86952-117-6 (Lesung, 8 CDs, 569 Min.)
- Christkind verkehrt. Mit Ulrich Noethen und Anna Thalbach. Osterwoldaudio, Hamburg 2012, ISBN 978-3-86952-140-4 (Lesung, 2 CDs, 135 Min.)
- Der Bettler, der Glück bringt. Mit Ulrich Noethen und Anna Thalbach. Osterwoldaudio, Hamburg 2013, ISBN 978-3-86952-150-3 (Lesung, 2 CDs, 149 Min.)
- Der Alpdruck. Mit Ulrich Noethen. Osterwoldaudio, Hamburg 2014, ISBN 978-3-86952-204-3 (Lesung, 5 CDs, 363 Min.)
- Wer einmal aus dem Blechnapf frißt / Die Quangels. Hörspiel. Osterwoldaudio, Hamburg 2015, ISBN 978-3-86952-290-6 (Hörspiel, 2 CDs, 126 Min.)
- Geschichten aus der Murkelei. Erzählt von Peter Bieringer (ungekürzte Lesung). hoerbuchedition words & music, 2018.
- Warnung vor Büchern. Gelesen von Ulrich Noethen. Hörbuch Hamburg, 2022, ISBN 978-3-8449-2925-6.